# Longpré-les-Corps-Saints
Longpré-les-Corps-Saints (picardisch: Longprè-chés-Corps-Saints) ist eine nordfranzösische Gemeinde mit 1.520 Einwohnern (Stand 1. Januar 2022) im Département Somme in der Region Hauts-de-France. Die Gemeinde liegt im Arrondissement Abbeville, ist Teil der Communauté d’agglomération de la Baie de Somme und gehört zum Kanton Gamaches.

## Geographie

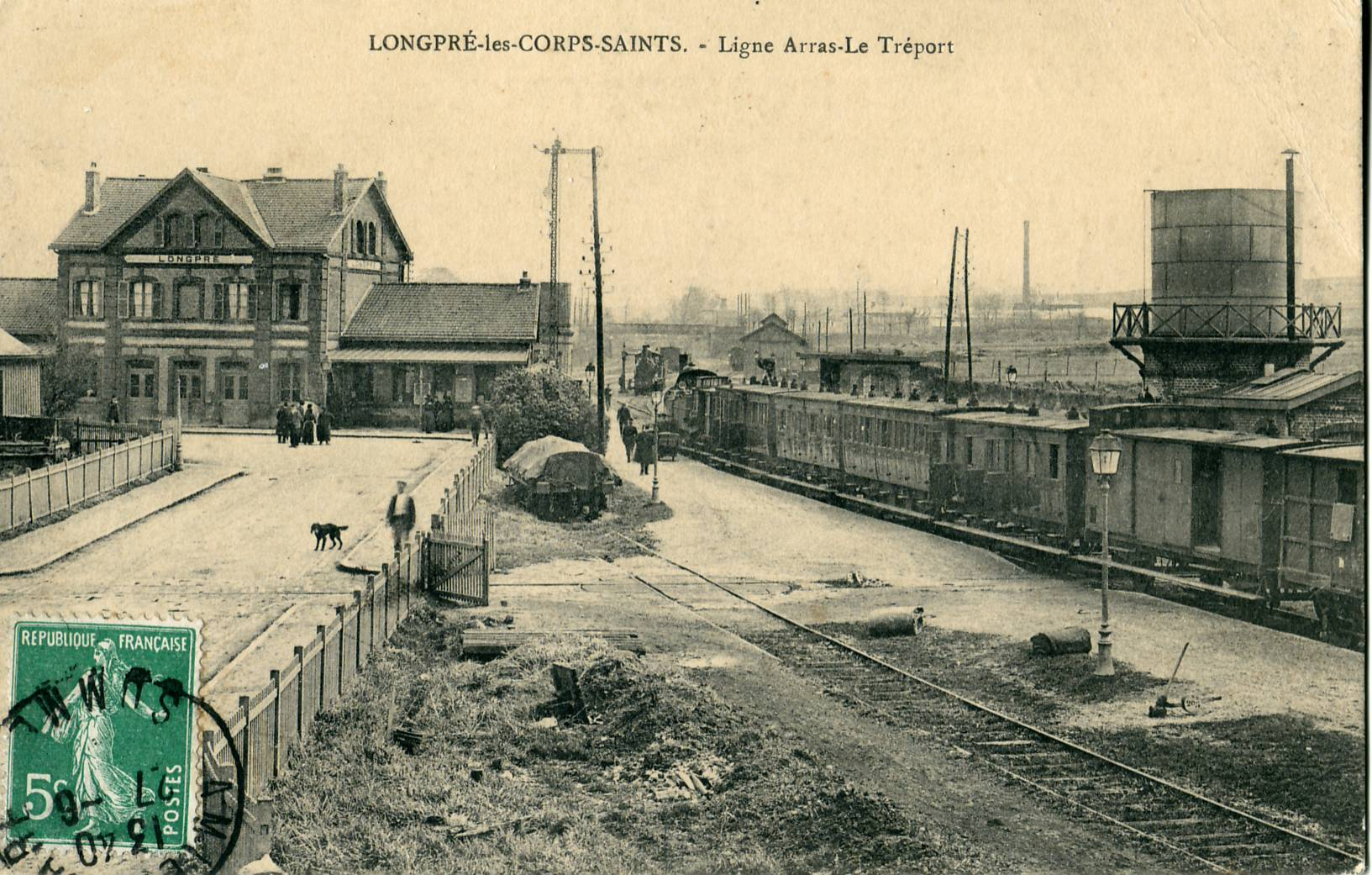
Der Bahnhof im Jahr 1910

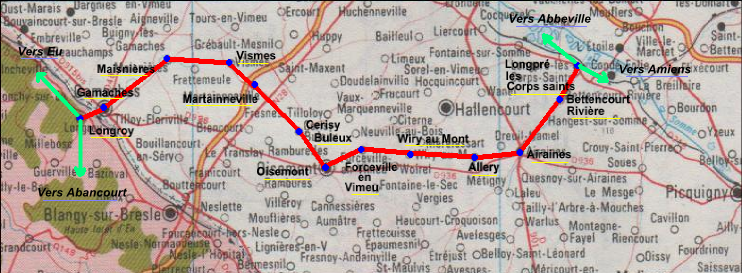
Verlauf der früheren Bahnstrecke nach Gamaches

Die mit der Nachbargemeinde Condé-Folie weitgehend zusammengewachsene Gemeinde liegt am linken (südlichen) Ufer der Somme, deren weites Tal von zahlreichen Teichen durchsetzt ist, an der Mündung des Flüsschens Airaines. Die Gemeinde wird von der dem Flusslauf folgenden Bahnstrecke durchzogen, von der hier die 1993 aufgelassene Zweigstrecke nach Gamaches abzweigte. Die Entfernung nach Airaines beträgt rund sieben Kilometer, die nach Hallencourt rund zehn Kilometer, Abbeville liegt rund 18 Kilometer flussabwärts von Longpré. Der 1847 eingerichtete Bahnhof in der Abzweigung nach Gamaches hatte früher größere Verkehrsbedeutung. Das Gemeindegebiet gehört zum Regionalen Naturpark Baie de Somme Picardie Maritime.

## Geschichte
Vor 1190 wurde in Longpré von Aléaume de Fontaines ein Kollegiatstift gegründet, das 1205 wertvolle Reliquien aus Konstantinopel erhielt, auf die der Beiname Les Corps Saints zurückgeht. Die ursprüngliche Stiftskirche wurde gegen Ende des 12. Jahrhunderts errichtet, von ihr hat sich die Krypta erhalten. Die Kirche zählte bald zwölf Kanoniker und fünf Kaplane. Die ursprüngliche Pfarrkirche Saint-Martin wurde zugunsten der Stiftskirche aufgegeben und verschwand später. 
Im Hundertjährigen Krieg wurde Longpré zweimal gebrandschatzt. Nach einer Renovierung wurde die Stiftskirche 1505 neu geweiht. Das Kollegiatstift hatte auch in den Hugenottenkriegen schwer zu leiden. Während der Französischen Revolution fand es sein Ende. 
Im Zweiten Weltkrieg wurde der Ort zu 90 % zerstört.

## Einwohner
| 1962 | 1968 | 1975 | 1982 | 1990 | 1999 | 2006 | 2018 |
| ---- | ---- | ---- | ---- | ---- | ---- | ---- | ---- |
| 1858 | 1902 | 1857 | 1641 | 1519 | 1561 | 1660 | 1623 |

## Sehenswürdigkeiten
- seit 1908 als Monument historique klassifizierte Stiftskirche Notre-Dame-de-l’Assomption, die im Zweiten Weltkrieg ihre Turmspitze eingebüßt hat[1]
- zwei Kriegerdenkmäler für die Toten des Deutsch-Französischen Kriegs und des Ersten Weltkriegs
- Denkmal für die Kämpfe im Juni 1940
- britischer Soldatenfriedhof mit 79 Bestattungen

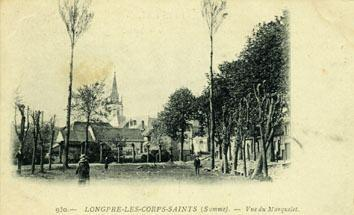
Historische Postkarte
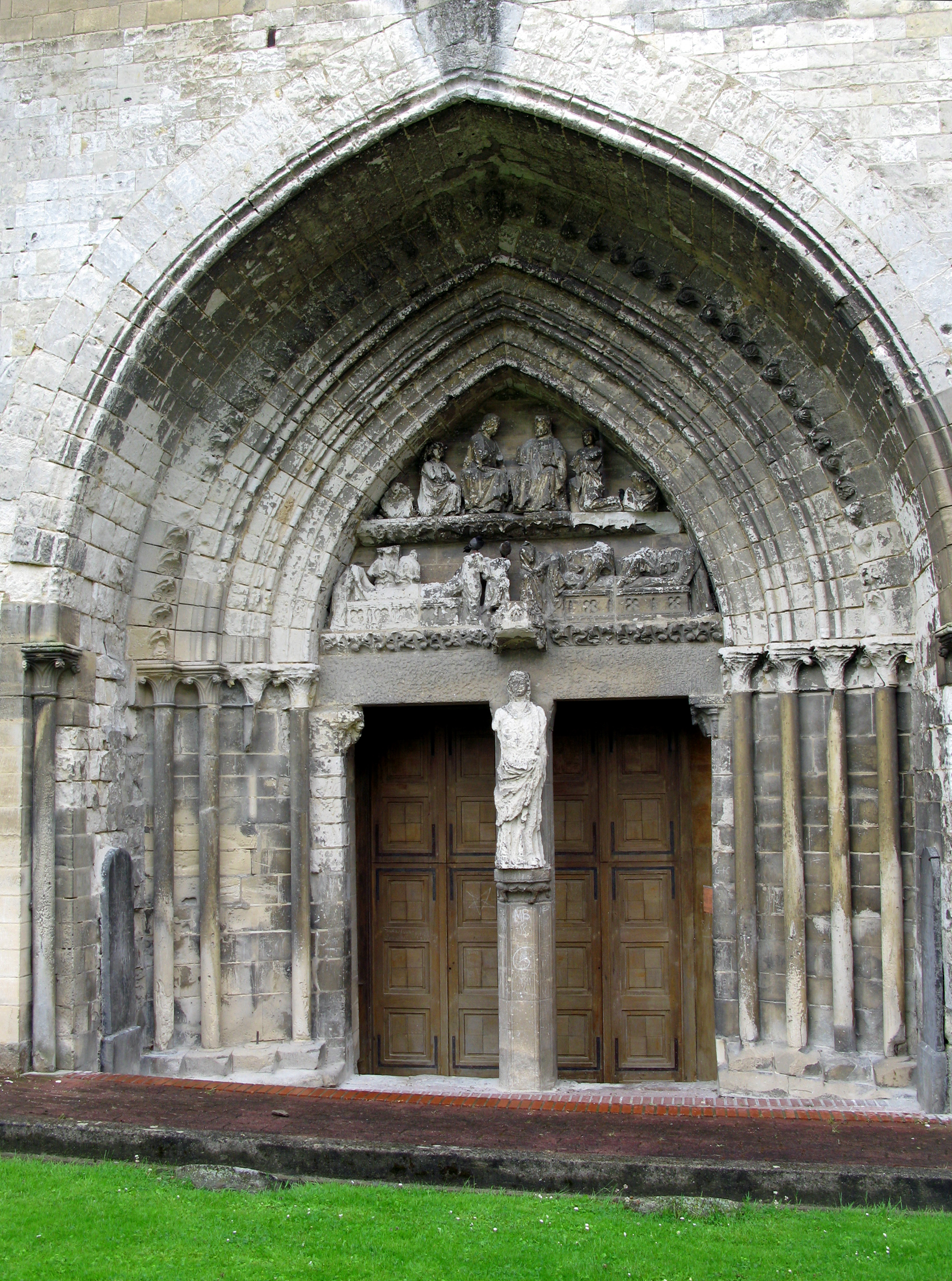
Portal der Stiftskirche
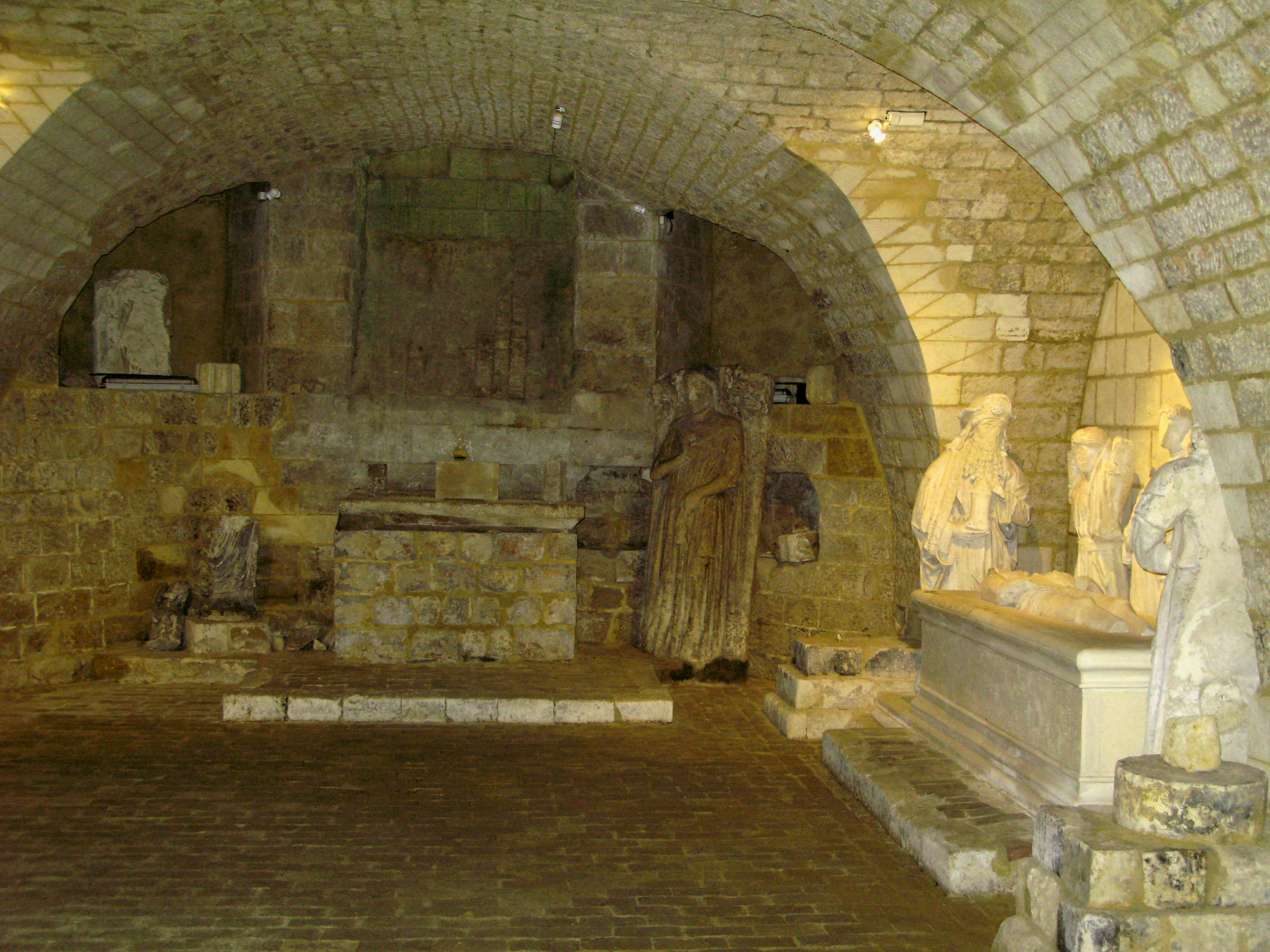
Krypta der Stiftskirche